# Michelle Nogueras
Michelle Nogueras (5 dicembre 1988) è una pallavolista portoricana.
Gioca nel ruolo di palleggiatrice nelle Gigantes de Carolina.

## Carriera
La carriera di Michelle Nogueras inizia a livello giovanile nelle Criollas de Caguas; è nello stesso periodo che fa parte delle selezioni giovanili portoricane, con le quali si classifica al secondo posto al campionato nordamericano Under-18 2004 ed al terzo posto al campionato nordamericano Under-20 2006. Dal 2006 al 2009 si trasferisce negli Stati Uniti d'America per motivi di studio ed inizia a giocare per la squadra della sua università, la Saint Leo University.
Nella stagione 2010 inizia la carriera professionistica nella Liga de Voleibol Superior Femenino, ritornando alle Criollas de Caguas. Pur rivestendo inizialmente il ruolo di palleggiatrice di riserva, gioca buona parte della stagione da titolare per via di una frattura alla mano della palleggiatrice titolare, Glorimar Ortega. Durante l'estate del 2010 debutta in nazionale, disputando anche il campionato mondiale in veste di riserva di Vilmarie Mojica. Nella stagione 2011, pur tornando a rivestire il ruolo di riserva nel club, si aggiudica per la prima volta Liga Superior. Durante l'estate torna in nazionale e viene convocata per i XVI Giochi panamericani e per il campionato nordamericano, classificandosi al quarto posto in entrambe le competizioni.
Nella stagione 2012 viene promossa palleggiatrice titolare nel club, anche grazie alla maternità della Ortega; le Criollas de Caguas vincono la regular season e si qualificano senza problemi per la finale di campionato, dove però escono sconfitte contro le Lancheras de Cataño. Nonostante la finale persa, viene premiata come miglior palleggiatrice e "rising star" del campionato. Nella stagione 2013 passa alle Pinkin de Corozal; a metà stagione, però, torna a giocare nelle Criollas de Caguas.
Nella stagione 2013-14 va a giocare per la prima volta in un campionato professionistico europeo, ingaggiata dall'Évreux Volley-ball nella Ligue A francese; tuttavia nel mese di dicembre lascia la squadra, andando a giocare nel campionato cadetto russo con lo Ženskij volejbol'nyj klub Enisej di Krasnojarsk. Nella stagione successiva gioca nella Lega Nazionale A svizzera col Volleyball Köniz.
Nella stagione 2016 ritorna in Porto Rico per vestire la maglia delle Gigantes de Carolina.

## Palmarès

### Club
- Campionato portoricano: 1

2011

### Nazionale (competizioni minori)
- Campionato nordamericano Under-18 2004
- Campionato nordamericano Under-20 2006

### Premi individuali
- 2012 - Liga de Voleibol Superior Femenino: Miglior palleggiatrice
- 2012 - Liga de Voleibol Superior Femenino: Rising star